# Rosa Oyarce
Rosa Ester Oyarce Suazo (Chillán, 26 de marzo de 1957) es una tecnóloga médica, académica y política chilena. Se desempeñó como Seremi de Salud de la Región Metropolitana entre 2018 y 2020, cargo que también ejerció entre 2010 y 2013, ambos bajo los gobiernos de Sebastián Piñera.

## Biografía
Estudió tecnología médica en la Universidad de Chile, y tiene un magíster en Gerencia en Políticas Públicas por la Universidad Adolfo Ibáñez (2005). En 1998 cursó un diplomado y una pasantía en Gestión y Salud Familiar, en el Departamento de Medicina Familiar y Comunitaria del Baylor College of Medicine, Houston, Estados Unidos.[cita requerida]
Se desempeñó como directora del Laboratorio Comunal de Atención Primaria de Salud de San Bernardo entre 1991 y 2010. Paralelamente a ello, ha sido presidenta de la Comisión Técnica de Acreditación de Pregrado de Tecnología Médica en el Ministerio de Educación (2003), integrante del Comité técnico asesor del programa de Evaluación externa del Instituto de Salud Pública (1997-2001), integrante de la Comisión de Evaluación de la carrera de Tecnología Médica de la Universidad de Talca (2004), de la cual fue su presidenta. También fue presidenta del Colegio de Tecnólogos Médicos de Chile (2001-2008)
Ha sido académica en las facultades de salud de la Universidad Diego Portales (2003-2010) y de la Universidad Santo Tomás (2008-2010).

## Carrera política
Es militante de Renovación Nacional (RN). En 2005 y 2009 se postuló como diputada por el distrito 30, siendo derrotada en ambas oportunidades.
El 23 de diciembre de 2010 asumió como Seremi de Salud de la Región Metropolitana del primer gobierno del presidente Sebastián Piñera. Su gestión se vio marcada por sus numerosas apariciones en prensa en labores de fiscalización, que incluyeron la prohibición de la mayonesa casera en establecimientos de Santiago.
Renunció al cargo el 19 de agosto de 2013, para iniciar una candidatura a senadora por la región del Biobío. En las elecciones parlamentarias del 17 de noviembre de ese año obtuvo el 16,52% de los votos, no resultando elegida. En las elecciones parlamentarias de 2017 postuló a un escaño en la Cámara de Diputados por el distrito 10, tampoco siendo elegida.
El 19 de marzo de 2018 volvió a asumir como Seremi de Salud Metropolitana, esta vez durante el segundo gobierno de Piñera. Se le solicitó la renuncia al cargo el 8 de abril de 2020, asumiendo Paula Labra.

## Historial electoral

### Elecciones parlamentarias de 2005
- Elecciones parlamentarias de 2005, distrito nº30 (Buin, Calera de Tango, Paine y San Bernardo)

| Candidato              | Pacto                    | Partido | Votos  | %     | Resultado |
| ---------------------- | ------------------------ | ------- | ------ | ----- | --------- |
| Ramón Farías Ponce     | Concertación Democrática | PPD     | 54 050 | 35,70 | Diputado  |
| José Antonio Kast Rist | Alianza                  | UDI     | 47 950 | 31,67 | Diputado  |
| Edgardo Riveros Marín  | Concertación Democrática | PDC     | 31 484 | 20,80 |           |
| Rosa Oyarce Suazo      | Alianza                  | RN      | 7770   | 5,13  |           |
| Tania Figueroa Quezada | Juntos Podemos Más       | PH      | 5520   | 3,65  |           |
| Sergio Castro Orellana | Juntos Podemos Más       | PC      | 4614   | 3,05  |           |

### Elecciones parlamentarias de 2009
- Elecciones parlamentarias de 2009, distrito nº30 (Buin, Calera de Tango, Paine y San Bernardo)

| Candidato                  | Pacto                                            | Partido | Votos  | %     | Resultado |
| -------------------------- | ------------------------------------------------ | ------- | ------ | ----- | --------- |
| José Antonio Kast Rist     | Coalición por el Cambio                          | UDI     | 53 423 | 35,10 | Diputado  |
| Ramón Farías Ponce         | Concertación y Juntos Podemos por más democracia | PPD     | 29 335 | 19,27 | Diputado  |
| Patricio Achurra Garfias   | Concertación y Juntos Podemos por más democracia | PDC     | 22 548 | 14,81 |           |
| Ángel Bozán Ramos          | Independiente (Fuera de pacto)                   | IND     | 21 079 | 13,85 |           |
| Rosa Oyarce Suazo          | Coalición por el Cambio                          | RN      | 12 329 | 8,10  |           |
| Carlos Caro Briso          | Nueva Mayoría para Chile                         | PH      | 5052   | 3,32  |           |
| Roxana Miranda Meneses     | Independiente (Fuera de pacto)                   | IND     | 4332   | 2,85  |           |
| Germán Silva Pavez         | Chile Limpio. Vote Feliz                         | PRI     | 2143   | 1,41  |           |
| Alejandro Carpintero Durán | Chile Limpio. Vote Feliz                         | MAS     | 1960   | 1,29  |           |

### Elecciones parlamentarias de 2013
- Elecciones parlamentarias de 2013 a Senador por la Circunscripción 13, (Biobío Cordillera)[5]

| Candidato                | Pacto                          | Partido | Votos   | %     | Resultado |
| ------------------------ | ------------------------------ | ------- | ------- | ----- | --------- |
| Felipe Harboe Bascuñán   | Nueva Mayoría                  | PPD     | 121.536 | 37,81 | Senador   |
| Víctor Pérez Varela      | Alianza                        | UDI     | 79.109  | 24,61 | Senador   |
| Hosain Sabag Castillo    | Nueva Mayoría                  | PDC     | 53.102  | 16,52 |           |
| Rosa Oyarce Suazo        | Alianza                        | RN      | 35.266  | 10,97 |           |
| Juanita Carrasco Fray    | Independiente (Fuera de pacto) | IND     | 16.944  | 5,27  |           |
| Héctor Seguel San Martín | Nueva Constitución para Chile  | ILH     | 15.426  | 4,79  |           |

### Elecciones parlamentarias de 2017
- Elecciones parlamentarias de 2017 a Diputado por el distrito 10 (La Granja, Macul, Ñuñoa, Providencia, San Joaquín y Santiago)[6]

| Candidato                    | Pacto                        | Partido                      | Votos   | %    | Resultado |
| ---------------------------- | ---------------------------- | ---------------------------- | ------- | ---- | --------- |
| Giorgio Jackson Drago        | Frente Amplio                | RD                           | 103.337 | 23.7 | Diputado  |
| Marcela Sabat Fernández      | Chile Vamos                  | RN                           | 54.573  | 12.5 | Diputada  |
| Luciano Cruz-Coke Carvallo   | Chile Vamos                  | EVO                          | 38.105  | 8.7  | Diputado  |
| Jorge Alessandri Vergara     | Chile Vamos                  | UDI                          | 30.820  | 7.1  | Diputado  |
| Maya Fernández Allende       | La Fuerza de la Mayoría      | PS                           | 28.377  | 6.5  | Diputada  |
| Alberto Mayol Miranda        | Frente Amplio                | IND-PI                       | 25.320  | 5.8  |           |
| Claudio Arriagada Macaya     | Convergencia Democrática     | DC                           | 18.020  | 4.1  |           |
| Ramón Farías Ponce           | La Fuerza de la Mayoría      | PPD                          | 14.235  | 3.3  |           |
| Julio Isamit Díaz            | Chile Vamos                  | IND-UDI                      | 10.675  | 2.5  |           |
| Sebastián Torrealba Alvarado | Chile Vamos                  | RN                           | 10.196  | 2.3  | Diputado  |
| Luis Larraín Stieb           | Chile Vamos                  | IND-EVO                      | 8.303   | 1.9  |           |
| Carolina Lavin Aliaga        | Chile Vamos                  | UDI                          | 7.968   | 1.9  |           |
| Dauno Tótoro Navarro         | Independiente fuera de pacto | Independiente fuera de pacto | 7.549   | 1.7  |           |
| Julia Urquieta Olivares      | La Fuerza de la Mayoría      | PCCh                         | 6.456   | 1.5  |           |
| Rosa Oyarce Suazo            | Chile Vamos                  | RN                           | 6.107   | 1.4  |           |
| Javiera Olivares Mardones    | La Fuerza de la Mayoría      | PCCh                         | 6.027   | 1.4  |           |
| Francisco Figueroa Cerda     | Frente Amplio                | PEV                          | 5.790   | 1.3  |           |
| Gonzalo Winter Etcheberry    | Frente Amplio                | RD                           | 5.238   | 1.2  | Diputado  |
| Nicolás Muñoz Montes         | Convergencia Democrática     | DC                           | 5.077   | 1.2  |           |
| Natalia Castillo Muñoz       | Frente Amplio                | RD                           | 4.442   | 1.0  | Diputada  |